# غاستون تومسون
غاستون تومسون (بالفرنسية: Gaston Thomson)‏ هو سياسي فرنسي، ولد في 29 يناير 1848 في وهران في الجزائر، وتوفي في 14 مايو 1932 في عنابة في الجزائر. حزبياً، نشط في التحالف الجمهوري الديمقراطي وIndependent Radicals ‏.

## مناصب
- انتخب  (13 يونيو 1914 – 29 أكتوبر 1915).
- انتخب Ministry of the Navy (France) [الإنجليزية]‏ (24 يناير 1905 – 22 أكتوبر 1908).
- انتخب Minister of Commerce (France) [الإنجليزية]‏ (13 يونيو 1914 – 29 أكتوبر 1915).
- انتخب  (23 أبريل 1877 – 14 مايو 1932).